# Zveçans slott
42°54′20″N 20°50′50″Ö / 42.90556°N 20.84722°Ö

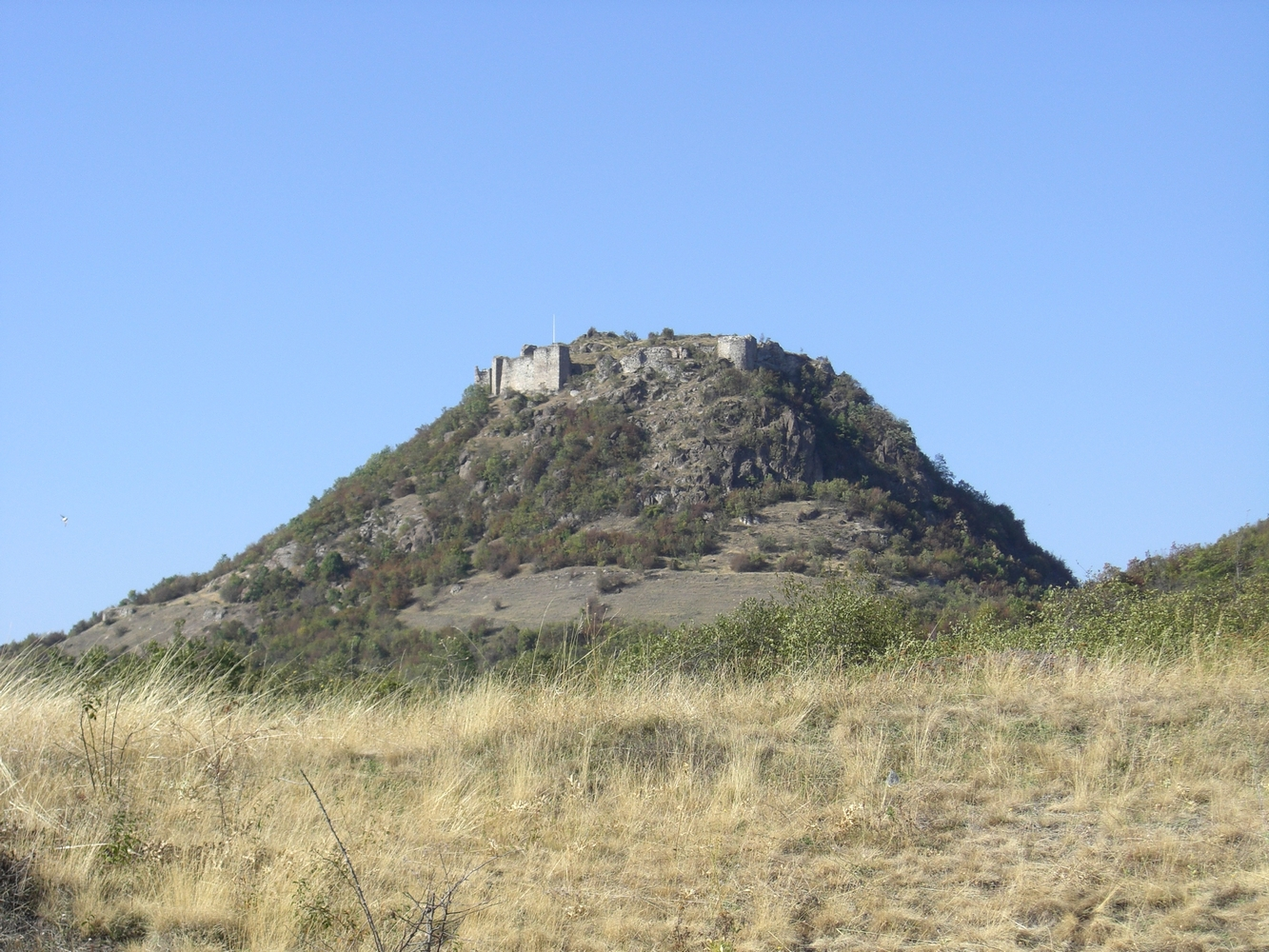
Zveçanslottet.

Zveçans slott (albanska: Kalaja e Zveçanit eller Kalaja e Mitrovicës, serbiska: Tvrđava Zvečan, Тврђава Звечан) är ett slott i Zveçan i Kosovo. Slottet uppfördes under antiken av illyrerna på toppen av en utslocknad vulkan och är ett av de äldsta slotten på Balkan.